# Dan Flavin
Dan Flavin (New York, 1º aprile 1933 – New York, 29 novembre 1996) è stato un artista statunitense.

## Biografia ed attività

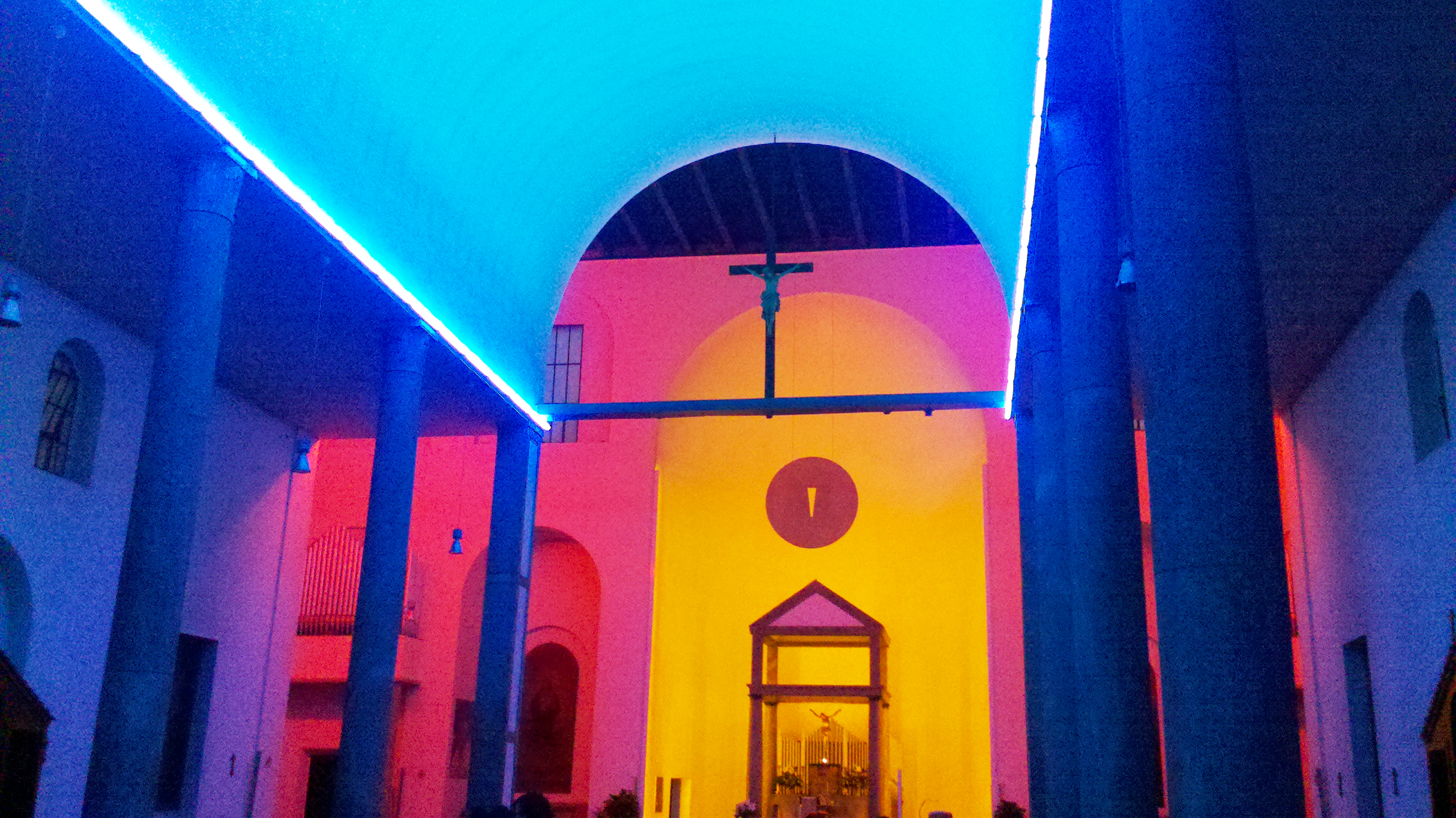
L'interno della Chiesa di Santa Maria Annunciata in Chiesa Rossa a Milano, con l'intervento di Dan Flavin del 1996

Era un artista minimalista autore di installazioni realizzate con comuni lampade fluorescenti da parete. Questi lavori, da lui chiamati "icons", sono comunemente riconosciuti come iniziatori del movimento minimalista del 1963. La più lunga serie di lavori di Flavin si chiama "Monuments to V. Tatlin", un gruppo di installazioni a luce bianca in omaggio allo scultore costruttivista Vladimir Tatlin. Flavin ha studiato storia dell'arte per breve tempo alla New School for Social Research, e disegno e pittura alla Columbia University. Nel 1992, Flavin ha sposato Tracy Harris, nel Museo Guggenheim. Muore nel 1996, a causa di complicazioni legate al diabete.

## Dan Flavin nei musei italiani
- Villa Menafoglio Litta Panza di Biumo Superiore